# 聯合工業研究所
24°47′51″N 120°59′12″E / 24.797615°N 120.986634°E

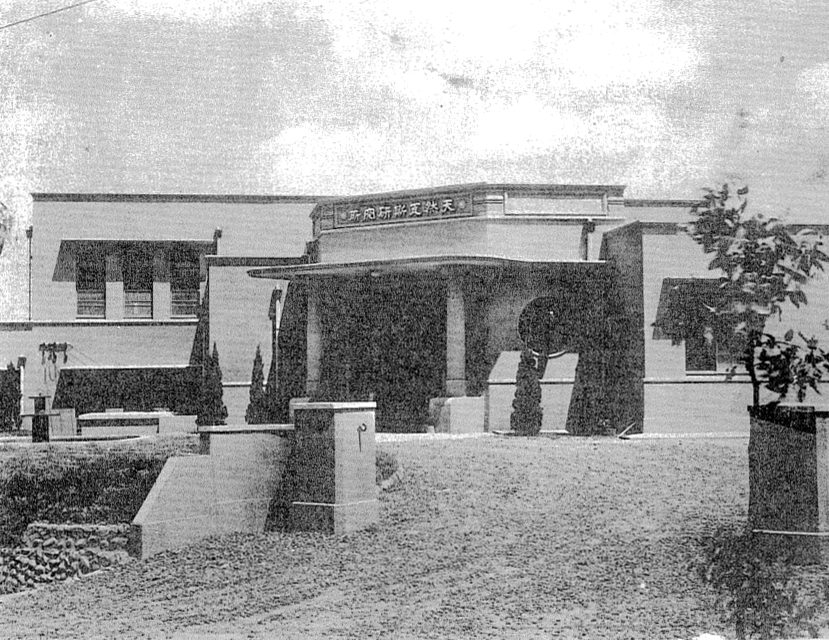
天然瓦斯研究所廳舍外觀

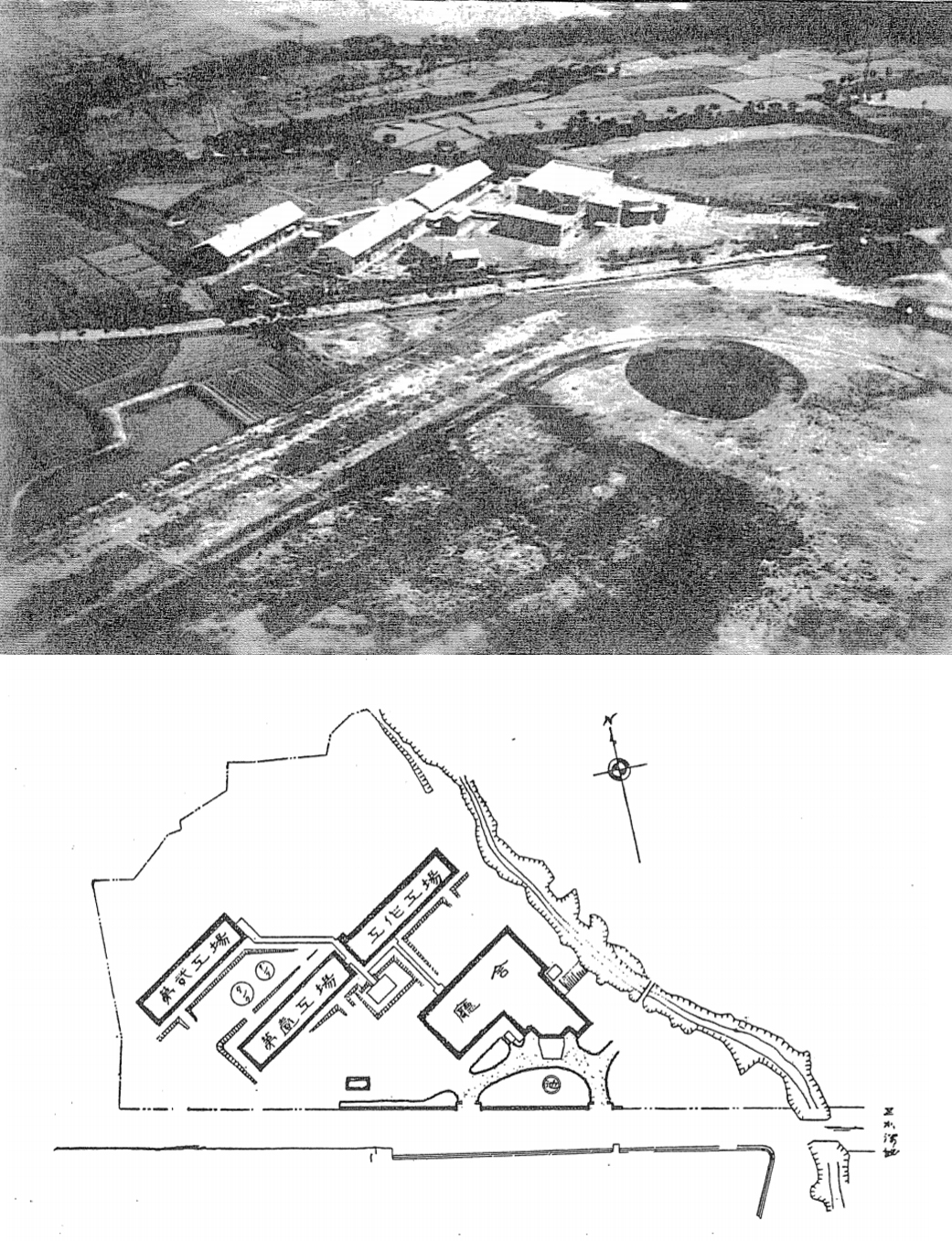
南側道路為現今的新竹市博愛街

聯合工業研究所是1954年至1973年間位在台灣新竹市的一個天然瓦斯及化學工業研究機構，原為台灣日治時期1936年設立的「臺灣總督府天然瓦斯研究所」，是台灣最早成立的工業研究機構。二戰結束後，其先由中華民國經濟部資源委員會接收，之後成為中國石油公司的新竹研究所，在1954年成為直屬經濟部的聯合工業研究所。1973年，與同為經濟部所屬的聯合礦業研究所、金屬工業研究所合併成立工業技術研究院。日治時期興建的廳舍仍位在新竹市博愛街的工業技術研究院光復院區內。

## 歷史

### 日治時期
日治時期，臺灣民間已在新竹與苗栗地區探勘及開採石油、天然氣等地下資源；為有效運用這些資源，1936年臺灣總督府成立「天然瓦斯研究所」，主要研究石油、天然氣、凝結油及煤炭等的開採與應用，由小川亨擔任所長至日本戰敗。天然瓦斯研究所最初設臨時廳舍於新竹市榮町，1936年6月遷至新竹市赤土崎的新廳舍。天然瓦斯研究所最初隸屬於臺灣總督府殖產局，1941年改直隸於臺灣總督府，所內組織分為三個研究部門：第一部為企劃科與分析試驗科，第二部為基礎研究科與應用研究科，第三部為炭與合成石油的製造與試驗。
天然瓦斯研究所建築於1935年興建，隔年完工，包含兩層樓的廳舍本館、車庫、修理工場、第一工場和第二工場。

### 戰後
第二次世界大戰結束後，總督府天然瓦斯研究所於1945年10月由中華民國經濟部資源委員會接收，暫時改名為「天然氣研究所」。1946年1月，併入經濟部資源委員會管轄之國營企業中國石油公司之下，改名為「中國石油公司新竹研究所」，並將臨近的原日本海軍第六燃料廠新竹支廠資產與研發中心一併納入。1954年11月，該單位升格為直接隸屬經濟部，並改名為「聯合工業研究所」。1973年7月5日，聯合工業研究所與同為經濟部所屬的聯合礦業研究所、金屬工業研究所合併，成立工業技術研究院。

## 歷任首長

### 臺灣總督府殖產局天然瓦斯研究所長
| 任次 | 肖像 | 姓名 (生–卒)           | 在任時間       | 在任時間       | 備註 |
| ---- | ---- | ---------------------- | -------------- | -------------- | ---- |
| 1    |      | 中瀨拙夫 (1884–1969)   | 1936年2月14日  | 1936年10月16日 |      |
| 2    |      | 田端幸三郎 (1886–1963) | 1936年10月16日 | 1939年12月27日 |      |
| 3    |      | 松岡一衛 (1891–？)     | 1939年12月27日 | 1940年12月2日  |      |

### 臺灣總督府天然瓦斯研究所長
| 任次 | 肖像 | 姓名 (生–卒)    | 在任時間      | 在任時間       | 備註 |
| ---- | ---- | --------------- | ------------- | -------------- | ---- |
| 1    |      | 小川亨 (1893–?) | 1940年12月2日 | 1945年10月25日 |      |